# ذا كروس
ذا كروس هي فرقة موسيقية إنجليزية أسسها روجر تايلور كفرقة جانبية لفرقة كوين، وتشكلت في عام 1987 واستمرت حتى سنة 1993 أطلقت خلالها 3 ألبومات، لتعاود الفرقة نشاطها سنة 2013. الفرقة مختلطة تضم ذكور وإناث.

## روابط خارجية
- ذا كروس على موقع ميوزك برينز (الإنجليزية)
- ذا كروس على موقع أول ميوزيك (الإنجليزية)
- ذا كروس على موقع أول ميوزيك (الإنجليزية)
- ذا كروس على موقع ديسكوغز (الإنجليزية)